# Beatrice Cenci (film 1941)
Beatrice Cenci è un film del 1941 diretto da Guido Brignone.
Delle sette pellicole narranti la tragica vicenda della nobildonna romana vissuta nel '500, questa è la prima del periodo sonoro (escludendo la pellicola del 1926 di Baldassarre Negroni girata muta, ma in seguito sonorizzata e ridistribuita nel 1930).

## Trama
L'azione del film si svolge alla fine del XVI secolo tra Roma e l'Abruzzo. Il conte romano Francesco Cenci, uomo dissoluto e violento, è condannato per debiti a sette mesi di esilio da trascorrere in una lontana rocca dell'Abruzzo. Vero tiranno, esige che i membri della propria famiglia lo accompagnino, il che addolora soprattutto la figlia Beatrice costretta a lasciare il proprio fidanzato per seguire il padre. Sottoposta alle più dure umiliazioni da parte del crudele padre, chiede aiuto al fidanzato che decide di liberarla ed arriva alla rocca con l'intento di rapirla. Il piano fallisce ed il giovane rimane bloccato dentro il castello. La mattina seguente, il cadavere del conte Cenci viene ritrovato in un burrone, sotto la finestra della propria stanza. Disgrazia o delitto? Si inizia il processo durante il quale i sospetti gravano ora su l'uno ora su l'altro dei familiari. Beatrice, l'unica che si era opposta all'autorità paterna, è colei sulla quale sembrano cadere i maggiori indizi, indizi che assumono l'importanza di una prova e viene quindi condannata alla decapitazione. Quando la verità, che prova l'innocenza di Beatrice, si fa strada, la sentenza è già stata eseguita.

## Produzione
Il film fu realizzato negli studi del Centro Sperimentale di Cinematografia di Roma.

## Distribuzione
Il film fu distribuito nelle sale cinematografiche italiane il 9 settembre del 1941.

## Accoglienza

### Critica
"Beatrice Cenci fu, a quanto risulta, un pochino meno ingenua e innocente di quanto non voglia farci credere questo film.[..] La poca fedeltà storica nulla toglie al valore artistico del film che è tra i nostri migliori [..] lode ne vada a Guido Brignone.” (Vice, Film, 6 dicembre 1941).

## Opere correlate
La storia della nobildonna romana è stata trasposta al cinema per ben sette volte rispettivamente da: Mario Caserini (1909), Ugo Falena (1910), Baldassarre Negroni (in due diverse pellicole, la prima del 1913 e la seconda del 1926), Guido Brignone (1941), Riccardo Freda (1956) e Lucio Fulci (1969).
Nel 1974 ne fu realizzata anche una versione televisiva per la Rai diretta da Marco Leto, in cui Beatrice Cenci è impersonata da Micaela Esdra.